# Moctezuma, Sonora

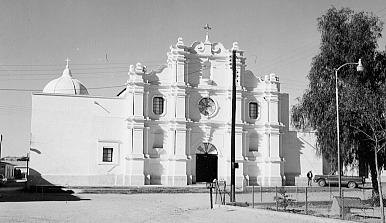
Biserica San Miguel Arcángel de Oposura, fotografiată în 1971.

Moctezuma este un oraș mic înconjurat de propria sa municipalitate din centrul statul mexican Sonora. Municipalitatea, aflată la altitudinea de 677 metri, are o suprafață totală de 1.763,39 km2 și avea o populație de 4.187 locuitori în 2000.